# Vũ Thư (thị trấn)
Vũ Thư là thị trấn huyện lỵ cũ của huyện Vũ Thư, tỉnh Thái Bình, Việt Nam.
Thị trấn Vũ Thư có diện tích 1,19  km², dân số năm 2009 là 4.015 người,mật độ dân số đạt 3.374 người/km².

## Vị trí địa lý
- Phía đông giáp xã Minh Quang
- Phía tây giáp xã Song An
- Phía nam giáp với xã Hòa Bình.

## Lịch sử
Thị trấn Vũ Thư được thành lập ngày 13/12/1986 theo Quyết định số 169/HĐBT.
Theo Nghị quyết số 1666/NQ-UBTVQH15 ra tháng 6 năm 2025, sáp nhập tỉnh Thái Bình vào tỉnh Hưng Yên, giải thể đơn vị hành chính cấp huyện là Vũ Thư. Thành lập xã Vũ Thư trên cơ sở hợp nhất diện tích tự nhiên và dân số của các đơn vị hành chính cấp xã của huyện này là Thị trấn Vũ Thư, xã Minh Quang, xã Tam Quang, xã Dũng Nghĩa, xã Minh Khai và xã Hòa Bình.